# لويس مانويل فلوريس
لويس مانويل فلوريس (بالإسبانية: Luis-Manuel Flores)‏ مواليد 1 فبراير 1985 في المكسيك، هو لاعب كرة مضرب مكسيكي بدأ مسيرته كمحترف سنة 2003 يلعب باليد اليمنى. أعلى تصنيف له في الفردي كان المركز الـ 423 في سنة 2008. أعلى تصنيف له في الزوجي كان المركز الـ 629 في سنة 2004.

## روابط خارجية
- لويس مانويل فلوريس على موقع رابطة محترفي التنس (الإنجليزية)
- لويس مانويل فلوريس على موقع الاتحاد الدولي لكرة المضرب (الإنجليزية)
- لويس مانويل فلوريس على موقع كأس ديفيز (الإنجليزية)
- لويس مانويل فلوريس على موقع خلاصة التنس.كوم (الإنجليزية)